# Matthew Ryan (wioślarz)
Matthew Ryan (ur. 23 czerwca 1984 w Sydney) – australijski wioślarz, srebrny medalista w wioślarskiej czwórce bez sternika podczas Letnich Igrzysk Olimpijskich w Pekinie.

## Osiągnięcia
- Mistrzostwa Świata – Eton 2006 – ósemka – 4. miejsce[1].
- Mistrzostwa Świata – Monachium 2007 – ósemka – 8. miejsce[1].
- Igrzyska Olimpijskie – Pekin 2008 – czwórka bez sternika – 2. miejsce[1].
- Mistrzostwa Świata – Poznań 2009 – czwórka bez sternika – 2. miejsce[2].